# Portillo de Embajadores

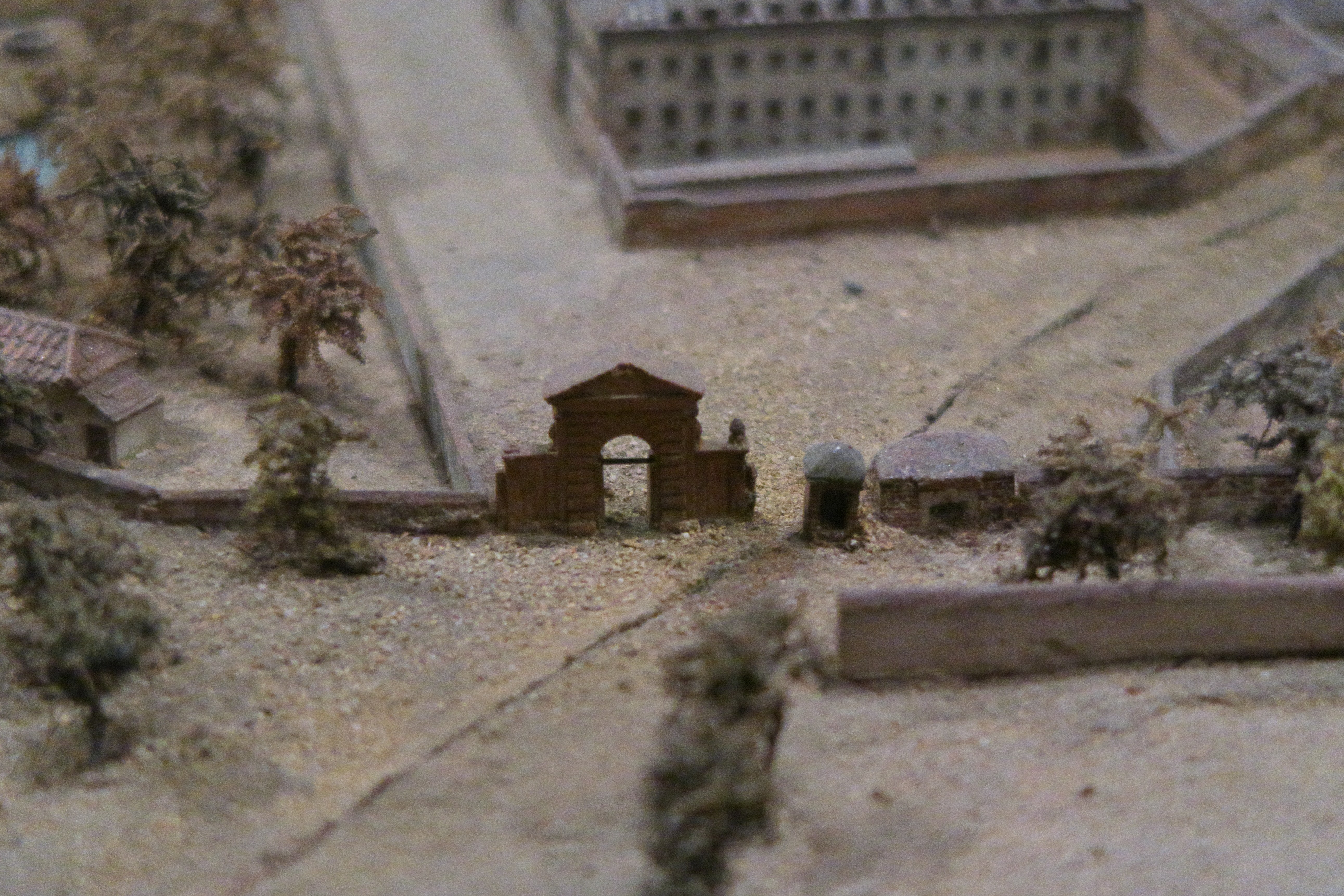
Representación del Portillo de Embajadores en la Maqueta Histórica de Madrid de 1830 realizada por León Gil de Palacio, Museo de Historia de Madrid.

El portillo de Embajadores fue un postigo menor de la cerca que circundaba Madrid. Se encontraba a mitad de camino entre las puertas de Toledo y Atocha de la denominada cerca de Felipe IV y fue abierto en 1782. Debe su nombre a ser el punto por el que la calle Embajadores salvaba la cerca. Tras el derribo de dicha cerca en 1868 y consecuentemente del portillo de Embajadores, el terreno en el que se encontraba se convirtió con el tiempo la actual glorieta de Embajadores.
Se trataba de una de las salidas menores de Madrid y su composición era un único vano. Construido de ladrillo. Durante las obras de mejora de la estación de Embajadores del Metro de Madrid se descubrieron piedras graníticas que supuestamente correspondían al portillo de Embajadores.  